# Campionati mondiali under 23 di lotta 2021
I campionati mondiali di under 23 lotta 2021 si sono svolti presso il Belexpocentar di Belgrado, in Serbia, dal 1º al 7 novembre 2021. Sono stati la 4ª edizione a comprendere contestualmente i tornei di lotta greco-romana e lotta libera femminile e maschile.

## Podi

### Uomini

#### Lotta libera
| Evento            | Oro                             | Argento                               | Bronzo                          |
| 57 kg (dettagli)  | Əliabbas Rzazadə Azerbaigian    | Bekbolot Myrzanazar Uulu Kirghizistan | Ahmad Mohammadnejad Iran        |
| 57 kg (dettagli)  | Əliabbas Rzazadə Azerbaigian    | Bekbolot Myrzanazar Uulu Kirghizistan | Manvel Khndzrtsyan Armenia      |
| 61 kg (dettagli)  | Arsen Harutyunyan Armenia       | Artur Chebodaev Russia                | Assyl Aitakyn Kazakistan        |
| 61 kg (dettagli)  | Arsen Harutyunyan Armenia       | Artur Chebodaev Russia                | Narmandakhyn Narankhüü Mongolia |
| 65 kg (dettagli)  | Georgios Pilidis Grecia         | Ibragim Abdurakhmanov Russia          | Ziraddin Bayramov Azerbaigian   |
| 65 kg (dettagli)  | Georgios Pilidis Grecia         | Ibragim Abdurakhmanov Russia          | Cavit Acar Turchia              |
| 70 kg (dettagli)  | Ernazar Akmataliev Kirghizistan | Vazgen Tevanyan Armenia               | Ali Akbar Fazli Iran            |
| 70 kg (dettagli)  | Ernazar Akmataliev Kirghizistan | Vazgen Tevanyan Armenia               | Nicolai Grahmez Moldavia        |
| 74 kg (dettagli)  | Chermen Valiev Russia           | Mohammad Sadegh Firouzpour Iran       | Temuri Beruashvili Georgia      |
| 74 kg (dettagli)  | Chermen Valiev Russia           | Mohammad Sadegh Firouzpour Iran       | Hrayr Alikhanyan Armenia        |
| 79 kg (dettagli)  | Magomed Magomaev Russia         | Ramazan Sarı Turchia                  | Arman Avagyan Armenia           |
| 79 kg (dettagli)  | Magomed Magomaev Russia         | Ramazan Sarı Turchia                  | Ali Savadkouhi Iran             |
| 86 kg (dettagli)  | Mukhammed Aliiev Ucraina        | Sajjad Gholami Iran                   | Lars Schäfle Germania           |
| 86 kg (dettagli)  | Mukhammed Aliiev Ucraina        | Sajjad Gholami Iran                   | Ivars Samušonoks Lettonia       |
| 92 kg (dettagli)  | Osman Nurmagomedov Azerbaigian  | Azamat Zakuev Russia                  | Amir Hossein Firouzpour Iran    |
| 92 kg (dettagli)  | Osman Nurmagomedov Azerbaigian  | Azamat Zakuev Russia                  | Erhan Yaylacı Turchia           |
| 97 kg (dettagli)  | Amir Ali Azarpira Iran          | Radu Lefter Moldavia                  | Danylo Stasiuk Ucraina          |
| 97 kg (dettagli)  | Amir Ali Azarpira Iran          | Radu Lefter Moldavia                  | Jay Aiello Stati Uniti          |
| 125 kg (dettagli) | Tony Cassioppi Stati Uniti      | Azamat Khosonov Grecia                | Saipudin Magomedov Russia       |
| 125 kg (dettagli) | Tony Cassioppi Stati Uniti      | Azamat Khosonov Grecia                | Mehdi Hashemi Iran              |

#### Lotta greco-romana
| Evento            | Oro                        | Argento                    | Bronzo                     |
| 55 kg (dettagli)  | Mavlud Rizmanov Russia     | Pouya Dadmarz Iran         | Adem Uzun Turchia          |
| 55 kg (dettagli)  | Mavlud Rizmanov Russia     | Pouya Dadmarz Iran         | Nihad Guluzade Azerbaigian |
| 60 kg (dettagli)  | Anvar Allakhiarov Russia   | Mehdi Mohsennejad Iran     | Pridon Abuladze Georgia    |
| 60 kg (dettagli)  | Anvar Allakhiarov Russia   | Mehdi Mohsennejad Iran     | Kerem Kamal Turchia        |
| 63 kg (dettagli)  | Leri Abuladze Georgia      | Ahmet Uyar Turchia         | Hrachya Poghosyan Armenia  |
| 63 kg (dettagli)  | Leri Abuladze Georgia      | Ahmet Uyar Turchia         | Alireza Nejati Iran        |
| 67 kg (dettagli)  | Hasrat Jafarov Azerbaigian | Mohammad Javad Rezaei Iran | Kadir Kamal Turchia        |
| 67 kg (dettagli)  | Hasrat Jafarov Azerbaigian | Mohammad Javad Rezaei Iran | Miakhdi Iakhiaev Russia    |
| 72 kg (dettagli)  | Idris Ibaev Germania       | Sergey Kutuzov Russia      | Shant Khachatryan Armenia  |
| 72 kg (dettagli)  | Idris Ibaev Germania       | Sergey Kutuzov Russia      | Ulvu Ganizade Azerbaigian  |
| 77 kg (dettagli)  | Tamás Lévai Ungheria       | Amin Kavianinejad Iran     | Per Albin Olofsson Svezia  |
| 77 kg (dettagli)  | Tamás Lévai Ungheria       | Amin Kavianinejad Iran     | Sergei Stepanov Russia     |
| 82 kg (dettagli)  | Aivengo Rik'adze Georgia   | Ramon Betschart Svizzera   | Branko Kovačević Serbia    |
| 82 kg (dettagli)  | Aivengo Rik'adze Georgia   | Ramon Betschart Svizzera   | Shamil Ozhaev Russia       |
| 87 kg (dettagli)  | Aleksandr Komarov Russia   | Dávid Losonczi Ungheria    | Szymon Szymonowicz Polonia |
| 87 kg (dettagli)  | Aleksandr Komarov Russia   | Dávid Losonczi Ungheria    | Nasser Alizadeh Iran       |
| 97 kg (dettagli)  | Artur Sargsian Russia      | Pavel Hlinchuk Bielorussia | Arvi Savolainen Finlandia  |
| 97 kg (dettagli)  | Artur Sargsian Russia      | Pavel Hlinchuk Bielorussia | Markus Ragginger Austria   |
| 130 kg (dettagli) | Amin Mirzazadeh Iran       | David Ovasapyan Armenia    | Dáriusz Vitek Ungheria     |
| 130 kg (dettagli) | Amin Mirzazadeh Iran       | David Ovasapyan Armenia    | Mikhail Laptev Russia      |

### Donne

#### Lotta libera
| Evento           | Oro                            | Argento                    | Bronzo                          |
| 50 kg (dettagli) | Emily Shilson Stati Uniti      | Shivani Pawar India        | Ştefania Priceputu Romania      |
| 50 kg (dettagli) | Emily Shilson Stati Uniti      | Shivani Pawar India        | Maria Tiumenkova Russia         |
| 53 kg (dettagli) | Lucía Yépez Ecuador            | Ekaterina Verbina Russia   | Zeynep Yetgil Turchia           |
| 53 kg (dettagli) | Lucía Yépez Ecuador            | Ekaterina Verbina Russia   | Mariia Vynnyk Ucraina           |
| 55 kg (dettagli) | Andreea Ana Romania            | Viktoriia Vaulina Russia   | Eda Tekin Turchia               |
| 55 kg (dettagli) | Andreea Ana Romania            | Viktoriia Vaulina Russia   | Anju Anju India                 |
| 57 kg (dettagli) | Alina Hrushyna Ucraina         | Kristina Mikhneva Russia   | Esther Kolawole Nigeria         |
| 57 kg (dettagli) | Alina Hrushyna Ucraina         | Kristina Mikhneva Russia   | Hannah Taylor Canada            |
| 59 kg (dettagli) | Anhelina Lysak Polonia         | Solomiia Vynnyk Ucraina    | Kristina Sazykina Bielorussia   |
| 59 kg (dettagli) | Anhelina Lysak Polonia         | Solomiia Vynnyk Ucraina    | Anna Szél Ungheria              |
| 62 kg (dettagli) | Ana Godinez Canada             | Kateryna Zelenykh Ucraina  | Anastasia Parokhina Russia      |
| 62 kg (dettagli) | Ana Godinez Canada             | Kateryna Zelenykh Ucraina  | Radhika Jaglan India            |
| 65 kg (dettagli) | Anastasiia Lavrenchuk Ucraina  | Dinara Salikhova Russia    | Aslı Demir Turchia              |
| 65 kg (dettagli) | Anastasiia Lavrenchuk Ucraina  | Dinara Salikhova Russia    | Nisha Dahiya India              |
| 68 kg (dettagli) | Koumba Larroque Francia        | Vusala Parfianovich Russia | Enkhsaikhany Delgermaa Mongolia |
| 68 kg (dettagli) | Koumba Larroque Francia        | Vusala Parfianovich Russia | Oksana Chudyk Ucraina           |
| 72 kg (dettagli) | Anastasiya Alpyeyeva Ucraina   | Kendra Dacher Francia      | Divya Kakran India              |
| 72 kg (dettagli) | Anastasiya Alpyeyeva Ucraina   | Kendra Dacher Francia      | Eleni Pjollaj Italia            |
| 76 kg (dettagli) | Aiperi Medet Kyzy Kirghizistan | Tatiana Rentería Colombia  | Enrica Rinaldi Italia           |
| 76 kg (dettagli) | Aiperi Medet Kyzy Kirghizistan | Tatiana Rentería Colombia  | Kylie Welker Stati Uniti        |

## Classifica squadre
| Pos. | Lotta libera maschile | Lotta libera maschile | Lotta greco-romana | Lotta greco-romana | Lotta libera femminile | Lotta libera femminile |
| Pos. | Squadra               | Punti                 | Squadra            | Punti              | Squadra                | Punti                  |
| ---- | --------------------- | --------------------- | ------------------ | ------------------ | ---------------------- | ---------------------- |
| 1    | Russia                | 145                   | Russia             | 190                | Ucraina                | 161                    |
| 2    | Iran                  | 140                   | Iran               | 155                | Russia                 | 140                    |
| 3    | Armenia               | 114                   | Georgia            | 105                | Stati Uniti            | 102                    |
| 4    | Azerbaigian           | 93                    | Turchia            | 91                 | India                  | 100                    |
| 5    | Turchia               | 72                    | Ungheria           | 86                 | Turchia                | 59                     |
| 6    | Ucraina               | 56                    | Azerbaigian        | 67                 | Canada                 | 52                     |
| 7    | Stati Uniti           | 54                    | Armenia            | 64                 | Italia                 | 50                     |
| 8    | Moldavia              | 53                    | Ucraina            | 60                 | Francia                | 47                     |
| 9    | Kirghizistan          | 49                    | Germania           | 35                 | Romania                | 46                     |
| 10   | Grecia                | 45                    | Svezia             | 31                 | Polonia                | 43                     |